# Zespół pałacowy Sa’adabad
Zespół pałacowy Sa’adabad (pers. مجموعه سعدآباد) – zespół pałacowy położony około 18 km na północ od centrum Teheranu, stolicy Iranu. Zespół tworzy 18 budynków na powierzchni około 10 000 m².
Najbardziej znaczące budynki to:
- Pałac Biały (Mellat) zbudowany w latach 1931 do 1936 roku przez Reza Szaha z dynastii Pahlawich;
- Pałac Zielony (Shahvand) zbudowany na początku XX wieku[2];
- Pałac Czarny mieszczący Muzeum Sztuk Pięknych[3];

## Historia
Pierwsze pałace zostały zbudowane w czasie panowania dynastii Kadżarów, a następnie kompleks był rozbudowywany w czasach dynastii Pahlawich. Aktualnie większość budynków mieści muzea.